# Pizzo Zupò
El Pizzo Zupò o Piz Zupò es una montaña que se encuentra en la frontera entre Italia y Suiza, en los Alpes del Bernina. Con sus 3.996 m s. n. m. es la segunda montaña en altura del Macizo de la Bernina (Alpes Réticos occidentales), superado solo por el Piz Bernina. Se encuentra cerca de la localidad de Pontresina. Su nombre deriva del dialecto romanche que se habla en Engadina, en el que Zupò significa "oculto", por cuanto que, desde el norte, el Zupò está oculto por otras montañas y del macizo y se hace visible solo a corta distancia. Al oeste del Zupò se encuentra el Piz Argient mientras que al noreste queda el Bellavista.
Habitualmente se sale hacia la cumbre de la Fuorcla dal Zupò (3.846 m s. n. m.), entre el Zupò y el Piz Argient. La escalada hacia la cumbre no presenta particulares dificultades. Es obviamente posible descender por el lado opuesto, en dirección al Bellavista. También la vía inversa, que desde Bellavista lleva a Fuorcla Zupò no supone excesivos problemas.
Desde hace años existe un comité "Piz Zupò-4000" que propone las más variadas soluciones para realzar la cumbre en los cuatro metros que faltan para ser un cuatromil. La última de ellas preveía llevar en helicóptero un bloque de 5x5 m y colocarlo sobre la cumbre y provisto de una cómoda escalerilla.
Es la montaña más alta de Lombardía y de la provincia de Sondrio.
El primer ascenso de la montaña se realizó por L. Enderlin y Serardi, con Badrutt (un cazador de rebecos) el 9 de julio de 1863. 